# Basreflexsysteem

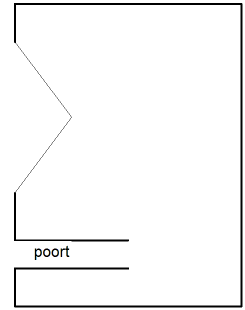
schematische weergave basreflexbox

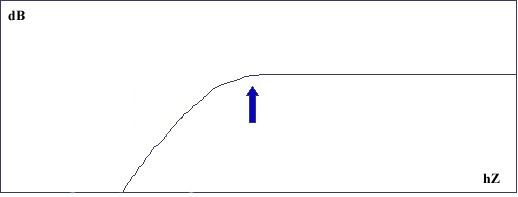
gesloten kast

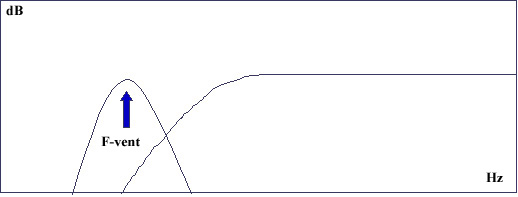
basreflex resonantie

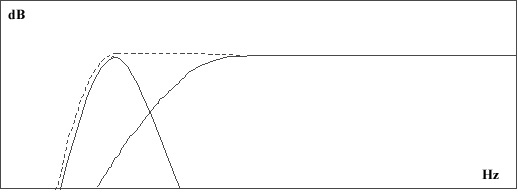
gecombineerde karakteristiek

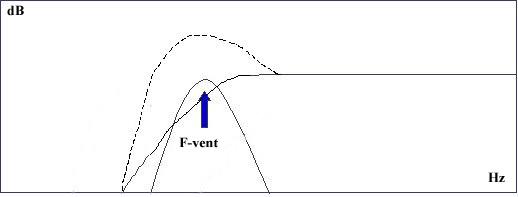
verkeerde afstemming

Het basreflexsysteem is een constructie in het ontwerpen van behuizing van luidsprekers waarbij een extra opening (poort of tunnel genoemd) in de kast de respons van het luidsprekersysteem voor lage frequenties verbetert. Deze poort zit meestal aan de voorzijde (soms aan de achterzijde) en verbindt het inwendige van de kast met de omgeving.
Ten onrechte wordt wel gemeend dat een basreflexpoort er slechts zorg voor draagt dat de geluidsenergie (=bewegende lucht) binnen in de kast “er uit kan”. De werkelijkheid is wat ingewikkelder.
Bij het weergeven van lage frequenties door een luidsprekersysteem bij grotere geluidsdruk moet relatief veel lucht verplaatst worden (afwisselend de kast in en uit). Bij een luidspreker in een gesloten kast moet de luidspreker zelf deze luchtverplaatsing verzorgen. Hieraan zitten grenzen door het beperkte oppervlak van de luidspreker en de slag die de conus kan maken. Bij een basreflexkast neemt de poort de verzorging van die grote luchtverplaatsing voor zijn rekening bij lage frequenties.
De lucht in de poort heeft een bepaald gewicht en de lucht in de kast gedraagt zich als een veer, zodat zij samen een massa-veersysteem vormen dat kan resoneren bij een bepaalde frequentie.
Dit wordt een Helmholtzresonator genoemd. De kunst is om de resonantie zo af te stemmen dat deze de frequentiekarakteristiek van de luidspreker aanvult. Daarbij zijn het volume van de kast en de doorsnede en de diepte van de poort bepalend. De plaatsing van de poort is minder van belang. Binnen bepaalde grenzen kan de ontwerper zelf bepalen op welke frequentie de poort afgestemd is.
Door het in resonantie raken van de luchtmassa in de reflexpoort wordt extra geluidsenergie afgestraald. Hiernaast staan enkele grafieken die het een en ander verduidelijken.
In de bovenste grafiek wordt het frequentieverloop weergegeven van een gesloten kast. De zogenaamde rolloff, het afvallen van de geluidsdruk aan de linkerzijde is voor gesloten kasten 12 dB/octaaf. Deze rolloff begint bij de blauwe pijl.
In de tweede grafiek is het frequentieverloop getekend van dezelfde luidspreker, maar dan geplaatst in een basreflexkast. Zoals te zien is levert de poort binnen een smalle band geluidsdruk, met een maximum op de resonantiefrequentie van de resonator, de blauwe pijl. Dit is de afstemfrequentie van de poort. De totale geluidsdruk van de kast wordt weergegeven in de grafiek hieronder.
De stippellijn is de optelsom van de rechtstreekse geluidsdruk die door de luidspreker aan de voorzijde wordt uitgestraald en de geluidsdruk van de poort. Duidelijk is te zien dat het frequentieverloop zeer gelijkmatig is, en dat pas beneden de afstemfrequentie van de poort de geluidsdruk steil afvalt, met 24 dB/octaaf. Een dergelijke afstemming is gebruikelijk voor hifi-luidsprekerkasten. Bij een andere afstemfrequentie van de poort krijgt het totale frequentieverloop een vaak grilliger karakter, zoals te zien is op onderstaande grafiek. Soms wordt dit toegepast om een zogenaamde pseudo-bas te creëren: er ontstaat op een voor de mens gevoelig gebied, tussen 70 en 100 Hz een bult in de weergavekarakteristiek. Niet-kritische luisteraars zullen vinden dat deze kast veel laag weergeeft, in werkelijkheid klinkt de bas "bonkerig" en weinig gedetailleerd in het laag.
De afstemming van de poort hangt nauw samen met de gebruiksdoeleinden van de luidsprekerkast. Voor een kast die gebruikt wordt voor het weergeven van een basgitaar of contrabas is een recht verloop van de weergavekarakteristiek minder belangrijk dan bijvoorbeeld de belastbaarheid van de luidspreker bij zeer lage frequenties. Voor hifi doeleinden is een rechte frequentiekarakteristiek echter noodzakelijk. Daarin schuilt het ‘geheim’ van een goed afgestemde baskast.
De voordelen van een basreflexkast zijn:
- De conus van de luidspreker hoeft voor dezelfde geluidsdruk een minder grote uitslag te maken dan in een gesloten kast. Daardoor ontstaat er een geringere intermodulatievervorming en een grotere belastbaarheid.
- De kast heeft een lagere grensfrequentie dan een gesloten kast; hij geeft dus lagere tonen weer.
- Een hoger rendement (theoretisch 3 db)

Basreflexsystemen hebben echter ook nadelen:
- Onder de afstemfrequentie een zeer snelle afname van de response (24 dB/octaaf) en daarmee ook van de belastbaarheid .
- Slechts een geringe demping in de kast toegestaan.
- Staande golven ontstaan in de poort indien deze niet wigvormig of conisch is.
- Mogelijk windgeruis in de poort.
- De basreflexkast is groter.

## Passieve resonator
Een aantal van deze nadelen kan verholpen worden door niet een met lucht gevulde poort maar een "passieve resonator" te gebruiken. De passieve resonator is een verend opgehangen massa met een bepaalde oppervlakte, te vergelijken met een niet aangedreven luidspreker. De massa van zo'n resonator is eenvoudiger aan te passen dan die van een met lucht gevulde poort, bovendien is het met een grotere massa eenvoudiger lagere resonantiefrequenties te bereiken.